# Александров (Ростовская область)
Алекса́ндров — хутор в Морозовском районе Ростовской области.
Входит в состав Знаменского сельского поселения.

## История
В составе Области Войска Донского хутор входил в состав станицы Чертковская. На хуторе существовала деревянная Покровская церковь, построенная в 1900 году, ныне не существующая.

## Население
| 2010 |
| ---- |
| 661  |

## Улицы
| - пер. Быстрый, - пер. Вольный, - ул. Заречная, | - ул. Колхозная, - ул. Молодёжная, - ул. Нижняя, | - ул. Садовая, - пер. Цветочный, - ул. Центральная. |